# Nephrotoma melanaspis
Nephrotoma melanaspis är en tvåvingeart som beskrevs av Alexander 1970. Nephrotoma melanaspis ingår i släktet Nephrotoma och familjen storharkrankar. Inga underarter finns listade i Catalogue of Life.